# Karim Izrailov
Karim Anarbekovic Izrailov (em russo: Карим Израилов; Bisqueque, 14 de março de 1987) é um futebolista da ex-república soviética do Quirguistão, que atua no TP-47 da Finlândia.